# Giselher Guttmann
Giselher Guttmann (* 2. října 1934 ve Vídni) je rakouský psycholog, psychoterapeut a vysokoškolský učitel. Jeho výzkum probíhá v oblasti obecné psychologie, bio- a neuropsychologie a diferenciální psychologie.
Získal doktorát v roce 1963 a habilitoval v roce 1968; v roce 1972 byl jmenován profesorem psychologie na Vídeňské univerzitě a také převzal úkol nahradit překvapivě zemřelého Huberta Rohrachera. V roce 1973 převzal funkci vedoucího institutu, střídavě nebo částečně spolu s Gerhardem H. Fischerem. V roce 1975 byl posledním děkanem Filozofické fakulty Vídeňské univerzity, která byla poté rozdělena na tři fakulty. Odešel do důchodu na konci akademického roku 2001/02.
Od roku 1983 je členem matematicko-vědecké větve rakouské akademie věd. V roce 2000 se stal zakládajícím rektorem Univerzity humanitních věd v Lichtenštejnském knížectví, v roce 2005 děkanem na Sigmund Freud PrivatUniversität. Pracoval jako vědecký ředitel Ludwig Boltzmann Institute pro psychologii vědomí a transkulturní psychoterapii a jako prezident Rakouské společnosti pro vědeckou hypnózu.

## Dílo
- Einführung in die Neuropsychologie. Huber, Bern 1972/1974
- Lehrbuch der Neuropsychologie. Huber, Bern 1981
- Lernen. Die wunderbare Fähigkeit, geistige und körperliche Funktionen verändern zu können. Hölder, Pichler & Tempsky, Wien 1990
- Ich sehe, denke, träume, sterbe. Das Hier- und Jetztsein, das Sosein und Nichtsein des Menschen im Spiegel der Forschung. Ehrenwirth, München 1991 (spoluautor Friedrich Bestenreiner)
- Neuropsychologie in Österreich. Die universitäre Perspektive. Springer, Wien 2007